# Romansthal
Romansthal ist ein Gemeindeteil der oberfränkischen Stadt Bad Staffelstein im Landkreis Lichtenfels.

## Geographie
Das Dorf liegt etwa 2,5 Kilometer östlich von Bad Staffelstein auf einer Anhöhe am Fuß des Staffelbergs. In zwei Kilometer Entfernung führt die Bundesautobahn 73 vorbei.

## Geschichte
Romansthal wurde erstmals im zwischen 1326 und 1328 aufgestellten Bamberger Bischofsurbar als „Romerstal“ erwähnt. Der Ortsname kann sowohl als Wohnort des Rūman als auch als Siedlung am Tal des Rūman gedeutet werden.
1780 wurde das Schulhaus errichtet. Im Jahr 1801 bestand Romansthal aus zwölf häuslichen Lehen des Bamberger Domkapitels und vier des Bamberger Fürstbischofs. Die Gemeindeherrschaft besaß das Domkapitel. Im Jahr 1839 wurde die Tochter des Bierwirtes Andreas Lämmlein, die „schöne Schnitterin“ Eva Lämmlein, bekannt aus dem Gedicht Wanderfahrt von Viktor von Scheffel, in Romansthal geboren.
1818 wurden Romansthal und Wolfsdorf zu einer Gemeinde zusammengefasst. 1862 erfolgte die Eingliederung der Landgemeinde Wolfsdorf, bestehend aus den Dörfern Romansthal und Wolfsdorf sowie der Einöde Staffelberg, in das neu geschaffene bayerische Bezirksamt Staffelstein. 1871 hatte das Dorf Romansthal 132 Einwohner und 70 Gebäude. Die katholische Kirche befand sich im 2,5 Kilometer entfernten Staffelstein, der Schulort war Romansthal. 1900 umfasste die Landgemeinde Wolfsdorf eine Fläche von 589,27 Hektar, 339 Einwohner, von denen 338 katholisch waren, und 61 Wohngebäude. 127 Personen lebten in Romansthal in 25 Wohngebäuden. 1925 lebten 122 Personen in 23 Wohngebäuden. 1950 hatte das Dorf 132 Einwohner sowie 20 Wohngebäude. Die zuständige evangelische Pfarrei befand sich in Staffelstein. Im Jahr 1970 zählte Romansthal 113 Einwohner und 1987 111 Einwohner sowie 29 Wohngebäude.
1966 löste sich Romansthal aus der Gemeinde Wolfsdorf und schloss sich Staffelstein an. Am 1. Juli 1972 wurde der Landkreis Staffelstein aufgelöst und Romansthal in den Landkreis Lichtenfels eingegliedert.

## Baudenkmäler
In der Bayerischen Denkmalliste sind für Romansthal sechs Baudenkmäler aufgeführt.